# قاضی‌پور-۵
قاضی‌پور-۵ (به لاتین: Gazipur-5) یک منطقهٔ مسکونی در بنگلادش است که در ناحیه قاضی‌پور واقع شده‌است.